# Верретт, Ширли
Ши́рли Верре́тт (англ. Shirley Verrett; 31 мая 1931, Новый Орлеан, Луизиана, США — 5 ноября 2010, Анн-Арбор, Мичиган) — американская оперная певица (и педагог), успешно перешедшая с репертуара меццо-сопрано на репертуар сопрано. Пользовалась большой известностью в репертуаре Верди и Доницетти в 60—90—х годах XX века.

## Биография
Из афроамериканской семьи адвентистов. Училась пению в Лос-Анджелесе, затем выиграла грант на обучение в Джульярдской школе. В 1958 г. стала лауреатом Наумбурговского конкурса молодых исполнителей.
Ещё студенткой в 1957 г. дебютировала на оперной сцене (в опере Бенджамина Бриттена «Поругание Лукреции»), в 1959 г. впервые гастролировала в Европе, спев в Кёльне (Германия) в опере Николая Набокова «Смерть Распутина».
В 1961 году Ширли Верретт стала первой из афроамериканских певиц, гастролировавших в СССР, выступив с программой спиричуэлс. Последний раз в России Ширли Верретт гастролировала в начале 90-х годов, выступив с концертной программой в Концертном зале им. П. И. Чайковского.
В 1962 году Верретт получила хорошие отзывы критиков за исполнение партии Кармен в Сполето, после чего выступила в этой партии в Большом театре в 1963 году и в Нью-Йорк Сити Опера в 1964 году. В театре «Ковент-Гарден» дебютировала в 1966 году партией Ульрики («Бал-маскарад» Верди).
В «Метрополитен-опера» дебютировала в 1968 году партией Кармен, в «Ла Скала» — в 1969 году партией Далилы в опере Сен-Санса «Самсон и Далила».
В дальнейшем среди заметных партий Верретт были Азучена («Трубадур» Верди), Амнерис («Аида» Верди) и особенно Кармен, которую певица пела также в «Ла Скала», «Ковент-Гарден», и других крупных театрах мира. Репертуар меццо-сопрано Верретт включал в себя также партии Эболи («Дон Карлос» Верди), Елизаветы («Мария Стюарт» Доницетти), Леоноры («Фаворитка» Доницетти), партии в операх «Орфей и Эвридика» Глюк, «Осада Коринфа» и «Моисей в Египте» Россини. Были сделаны коммерческие и некоммерческие записи многих из этих партий.
Вошло в историю выступление Ширли Верретт 23 октября 1973 года на сцене «Метрополитен-опера»: давалась монументальная опера Берлиоза «Троянцы», и партнёрша Верретт Криста Людвиг заболела, но Верретт отказалась от отмены спектакля и исполнила в нём обе главные женские партии — Кассандры и Дидоны. Верретт также пела в «Троянцах» на премьерном спектакле новой парижской «Оперы Бастилия» в 1990 г. В том же году репертуар певицы пополнился партией Сантуццы из оперы «Сельская честь» Масканьи.
Начиная с конца 70—х годов Ширли Верретт начала также петь партии сопрано: Селика («Африканка» Мейербера), Джудит («Замок Синей Бороды» Бартока), леди Макбет («Макбет»), мадам Лидуан («Диалоги кармелиток» Пуленка, «Метрополитен-опера», 1977), Тоска, Норма (с 1976 года, Бостон, до 1989 года, Мессина), Аида (Бостон, 1980 и 1989), Дездемона («Отелло», 1981), Леонора («Фиделио», «Метрополитен-опера», 1983), Ифигения («Ифигения в Тавриде», 1984—85) и Альцеста (1985) Глюка, Медея (Керубини, 1986). Тоска, которую она исполняла в дуэте с Лучано Паваротти (в партии Каварадосси) в Метрополитен-опера, транслировалась по телевидению в прямом эфире на канале PBS в декабре 1978 года и выпущена на DVD.
В камерный репертуар Верретт входили песни Шуберта и Малера, произведения Мануэля де Фальи, Дариюса Мийо, Неда Рорема.
Завершив оперную карьеру в 1994 году, Веррет с 1996 года преподавала в Мичиганском университете. В 2003 году опубликовала книгу-автобиографию под названием «Я никогда не ходила одна» (англ. «I Never Walked Alone»). Скончалась от сердечной недостаточности.

## Избранная дискография
- 1966 — «Бал-маскарад» Верди, дирижёр Эрих Лайнсдорф, с участием Леонтины Прайс, Карло Бергонци, Роберта Меррилла — Ульрика
- 1967 — «Мария Стюарт» Доницетти, дирижёр Франческо Молинари-Праделли, с участием Лейлы Генджер, Франко Тальявини — Елизавета
- 1970 — «Дон Карлос» Верди, дирижёр Карло Мария Джулини, с участием Монтсеррат Кабалье, Пласидо Доминго, Руджеро Раймонди, Шеррил Милнс — Эболи
- 1970—е гг. — «Норма» Беллини — Адальджиза
- 1975 — «Фаворитка» Доницетти, дирижёр Eve Queler, с участием Альфредо Крауса, Пабло Эльвира, Джеймса Морриса — Леонора
- 1976 — «Макбет» Верди, дирижёр Клаудио Аббадо, с участием Пьеро Каппуччилли, Николая Гяурова, Пласидо Доминго — леди Макбет
- 1980 — «Аида» Верди, дирижёр Сара Колдуэлл, с участием Джеймса МакКрэкена, Феруччио Фурланетто, Элизабет Коннелл, Дэвида Арнольда — Аида
- 1986 — «Макбет» Верди, дирижёр Рикардо Шайи, с участием Лео Нуччи, Самуэля Рамея — леди Макбет
- «Аида» Верди, с участием Вирджинии Дзеани — Амнерис
- «Сила судьбы» Верди, дирижёр Томас Шипперс, с участием Леонтины Прайс, Такера, Меррилла, Тоцци, Эцио Фладжелло — Прециозилла
- «Луиза Миллер» Верди, с участием Анны Моффо, Карло Бергонци, Корнела Макнила — Фридерика
- «Трубадур» Верди, дирижёр Зубин Мета, с участием Лучано Паваротти, Антонеллы Банауди — Азучена
- «Трубадур» Верди, дирижёр Ричард Бонинг, с участием Лучано Паваротти — Азучена
- «Риголетто» Верди, с участием Лучано Паваротти — Маддалена
- «Тоска» Пуччини, с участием Лучано Паваротти, Корнела Макнила — Флория Тоска[1]
- «Самсон и Далила» Сен-Санса, театр Ковент-Гарден, с участием Джона Викерса — Далила
- «Африканка» Мейербера, с участием Пласидо Доминго — Селика
- «Кармен» Бизе, с участием Пласидо Доминго — Кармен
- «Осада Коринфа» Россини, дирижёр Томас Шипперс, с участием Беверли Силлз, Хустино Диаса, Роберта Ллойда — Неокле (мужественный воин)
- «Лукреция Борджиа» Доницетти, с участием Альфредо Крауса, Эцио Фладжелло, Монтсеррат Кабалье — Маффео Орсини
- «Реквием» Верди, дирижёр Клаудио Аббадо, с участием Кати Риччарелли, Николая Гяурова, Пласидо Доминго
- Оперные дуэты с Монтсеррат Кабалье, дирижёр Антон Гуаданьо (дуэты из опер «Аида», «Норма», «Джоконда», «Анна Болейн», «Сказки Гофмана»)